# Noir et Blanc
Noir et Blanc je francouzský hraný film z roku 1986, který režírovala Claire Devers na motivy povídky Desire and the Black Masseur od Tennessee Williamse. Snímek měl světovou premiéru na filmovém festivalu v Turíně v říjnu 1986.

## Děj
Antoinovou profesí je účetnictví a jeho koníčkem je sborový zpěv. Jeho život se svou partnerkou Edith je bez zvláštních událostí. Poradenská firma, která ho zaměstnává, ho posílá na práci do sportovního centra.
Svět, ve kterém se ocitl, je pro něj zcela nový. Podstoupí masáž, kterou mu centrum nabízí, a tím se seznámí s masérem Dominiquem.
Mezi oběma muži začne podivný vztah, který se brzy změní v sadomasochismus. Antoina po jedné z masáží nakonec skončí v nemocnici se zlomenou rukou. Edith se snaží zjistit důvod zlomeniny, ale Antoine mlčí.
Jednou v noci Dominique Antoina unese a znovu mu způsobí jeho oblíbené týrání v špinavém hotelu. Aby vyhověl jeho poslednímu požadavku, vtáhne ho do hangáru, kde se kolem kovových převodů točí gigantická kola. Tam přiměje Antoina podstoupit poslední mučení: čtvrcení.

## Obsazení
| Francis Frappat     | Antoine   |
| Jacques Martial     | Dominique |
| Joséphine Fresson   | Édith     |
| Marc Berman         | Roland    |
| Catherine Belkhodja | uklízečka |
| Benoît Régent       | hoteliér  |

## Ocenění
- Filmový festival v Cannes: Zlatá kamera, Cena Perspectives (pro Francis Frappat)
- César: nominace v kategorii nejlepší filmový debut (Claire Devers)